# 波多国造
波多国造（はたのくにのみやつこ・はたこくぞう）は、後の令制国の土佐国西部、現在の高知県西部を支配した国造。
『先代旧事本紀』「国造本紀」によれば、崇神天皇の御世に、韓襲命を神の教えにより国造に定められたとされる。
波多国造は後の令制国の土佐国のうち幡多郡を支配したと考えられ、その中心地は、現在の四万十市（しまんとし）中村説と、宿毛市平田の平田曽我山古墳のある平田古墳群の地とする説がある。「国造本紀」に見える都佐国造は波多国造より後の設置とされ、また律令制以前の南海道は伊予から当地を経て都佐国造の地に至っており、土佐中央部よりも先進地帯であったといわれている。

## 参考資料
- 角川日本地名大辞典編纂委員会・編『角川日本地名大辞典（高知県）』 角川書店、1991年、ISBN 4-04-001390-5、808,1075,1111頁